# Simbologia comunista
A simbologia comunista normalmente incorpora símbolos que representem os trabalhadores industriais e/ou os camponeses de um país, o que se costuma chamar de proletariado.
Normalmente, estes símbolos, juntamente com uma estrela de cinco pontas representando tanto os cinco continentes habitados como os cinco componentes da sociedade comunista (os camponeses, os operários, o exército, os intelectuais e a juventude) aparecem em amarelo num fundo vermelho, representando a revolução. A bandeira da União Soviética incorporou a estrela vermelha fimbriada em amarelo-ouro e, na mesma cor, a foice e martelo como símbolos à frente de um plano vermelho.[carece de fontes?]
As bandeiras do Vietnã, República Popular da China, Angola, e Moçambique também incorporam símbolos semelhantes sob conotação comunista.[carece de fontes?]
O símbolo da foice e martelo se tornou o símbolo comunista universal, presente na maioria dos partidos comunistas ao redor do mundo. Entretanto, a bandeira do Partido Trabalhista da Coreia inclui um martelo representando os trabalhadores industriais, e uma enxada representando os trabalhadores do campo, além do pincel (usado na caligrafia coreana) representando a intelectualidade.[carece de fontes?]
Segundo alguns críticos, o Comunismo como sistema econômico com implicações políticas, ou mais adequadamente: uma escola de pensamento não possui símbolos. Não se encontram regras estéticas apropriadas sobre tais símbolos nos livros de Marx, Engels ou outros comunistas. As referências são símbolos da propaganda soviética, intrinsecamente ligada ao realismo socialista, e derivados dessas concepções a nível mundial, mesmo que tais símbolos sejam genericamente chamados de comunistas ou socialistas. Por outro lado, entendendo o comunismo como uma ideologia, posta em prática nos mais diversos campos da atuação humana (política, moral, estética, social, entre outros, aliás de maneira caracteristicamente convergente), é mais do que natural e legítimo a existência e uso de caracteres que o simbolizem. Além disso, podem afirmar outros, não parece lógico que o simples fato de Marx e sucessores terem debruçado-se predominantemente sobre economia, e não sobre símbolos, automaticamente os invalide ou os torne ilegítimos.[carece de fontes?]

## Bandeira vermelha
A bandeira vermelha do movimento comunista simboliza o sangue da martirização da classe operária. Bandeiras vermelhas são normalmente vistas em combinações com outros símbolos comunistas e nomes de partidos. A bandeira é usada por várias partições socialistas e comunistas.[carece de fontes?]
A bandeira vermelha tem múltiplos significados na história, entretanto, foi usada primeiramente como bandeira de desafio. A bandeira vermelha ganhou seu significado político moderno na Revolução Francesa de 1848. Após a Revolução de Outubro de 1917, o governo soviético adaptou a bandeira vermelha com a sobreposição de um martelo e uma foice como bandeira nacional. Desde então, vários estados socialistas e movimentos usam a bandeira vermelha.[carece de fontes?]

## Foice e martelo
A foice e martelo é outro símbolo do movimento comunista. O Martelo representa a classe operária industrial, enquanto a foice representa os trabalhadores agrícolas; juntos, a foice e o martelo representam a união desses dois grupos, e portanto o próprio ideal comunista.[carece de fontes?]
A foice e o martelo foram, de início usados durante a Revolução Russa de 1917, mas não se tornou um símbolo oficial das União das Repúblicas Socialistas Soviéticas até 1924. Desde a Revolução Russa, o martelo e a foice representam vários partidos comunistas e países socialistas.[carece de fontes?]

## Criminalização
Na Hungria, Letônia, Indonésia, Polônia, Ucrânia, Lituânia, Geórgia e Moldávia os símbolos comunistas foram banidos, e sua exibição em público para fins não educacionais é considerado uma ofensa criminal.